# Kronmaki
Kronmaki eller kronlemur (Eulemur coronatus) är en primat i familjen lemurer som förekommer på norra Madagaskar. 

## Utseende
Till färgen är unga handjur gyllenbruna, har rödbrun hjässa med ett svart pari i mitten och ljust ansikte. När de blir äldre blir de mer gråbruna, ansiktet vitnar, området runt ansiktet blir rödare och hjässpartiet mörknar och blir nästan helt svart. Honorna är silvergrå med en brun, smalare bågform på hjässan. Hanen har en lång, plymliknande svans som är något rödaktig. 
Kronmakin blir 34 till 36 centimeter lång (huvud och bål) och har en 41 till 49 centimeter lång svans. Den väger 1,5 till 1,8 kg. Trivialnamnet syftar på en V-formig orangebrun fläck på huvudet som liknas vid en kungakrona. Hos vuxna hanar finns i mitten av V:et en svart fläck.

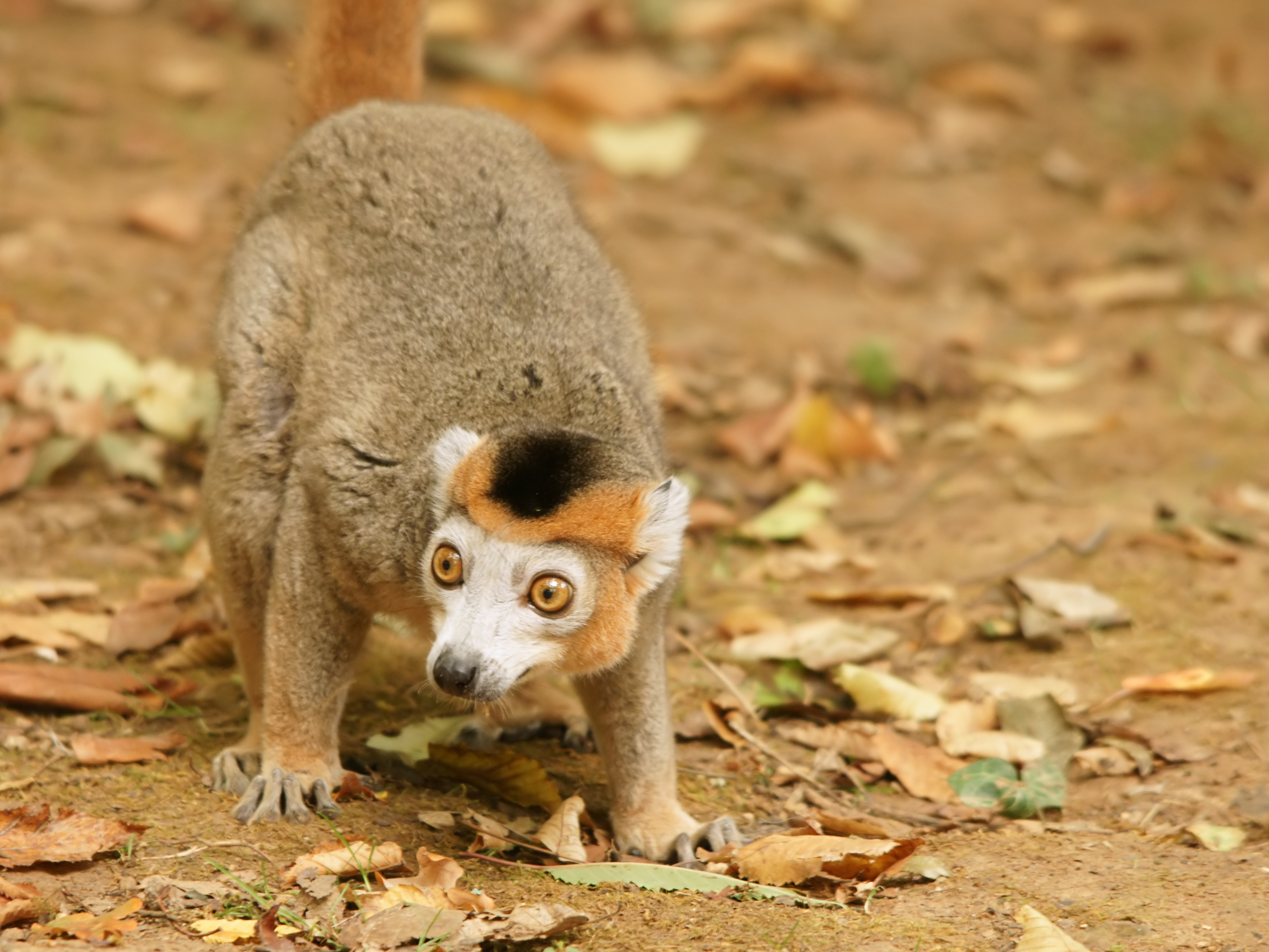
Adult hane.
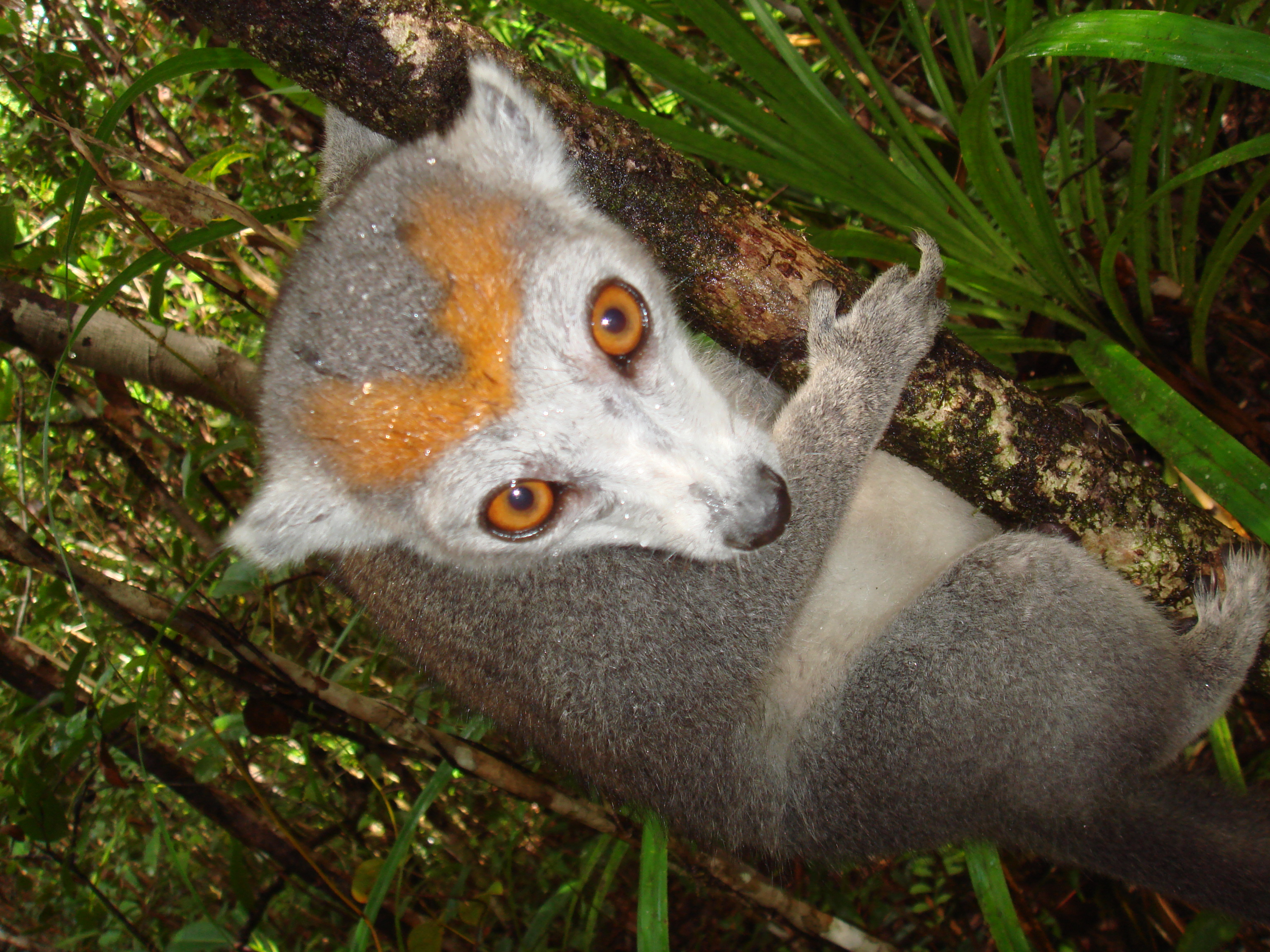
Adult hona.

## Utbredning och habitat
Denna primat lever endemisk i en mindre region på norra Madagaskar. Den vistas där i låglandet och i bergstrakter upp till 1400 meter över havet. Habitatet utgörs främst av halvtorra lövfällande skogar. Kronmaki besöker även fuktiga skogar, savanner med trädgrupper och jordbruksmark.

## Ekologi
Individerna är vanligen aktiva på dagen. De bildar flockar med upp till 15 medlemmar. När de letar efter föda delas flocken ofta i mindre grupper med 2 till 4 medlemmar. Enligt flera observationer ledas flocken av en dominant hona. Kronmaki äter främst frukter samt blommor, blad, pollen och insekter. Den sväljer ibland jord för mineralernas skull. Arten klättrar vanligen i växtligheten och går ibland på marken. I områden där även brun maki förekommer föredrar kronmaki skogens lägre delar.
Parningen sker i maj eller juni. Efter cirka 125 dagar dräktighet föds oftast tvillingar som väger cirka 60 gram. Ungarna diar sin mor tills de är 6 eller 7 månader gamla. Ungefär 20 månader efter födelsen blir ungarna könsmogna.

## Status
Arten hotas främst av svedjebruk samt av skogsröjningar för att etablera gruvor. Flera individer jagas för köttets skull som serveras i exklusiva restauranger och dessutom fångas ungar för att hålla de som sällskapsdjur. IUCN uppskattar att beståndet minskade med 50 procent under de senaste 24 åren (räknad från 2014) och listar kronmakin som starkt hotad (EN).